# БПЛ Орион
Кронштадт Орион је руска беспилотна летелица коју је развила руска компанија Кронштадт, која улази у склоп конгломерата АФК Система Пао. Беспилотна летелица Кронштадт Орион је намењена како извиђању, тако и борбеним задацима. Припада класи беспилотних летелица средње висине и велике даљине лета (MALE, Medium Altitude, Long Endurance). Кронштадт Орион поседује опрему за визуелно и радарско извиђање, а може носити и наоружање у виду четири вођене ракете ваздух-земља или четири ласерски вођене бомбе. У реону борбених дејстава може остати више сати.

## Развој
Развој беспилотне летелице Кронштадт Орион отпочео је 2011. године, по захтеву Министарства одбране Руске Федерације. Маја 2016. године отпочело је тестирање, да би извозна верзија беспилотне летелице била први пут приказана јавности на авиосалону МАКС 2017. године.

## Састав комплекса
Пуни састав комплекса укључује:
- модул смештаја оператора,
- модул радарског система,
- модул  управљања летом,
- 3 — 6  беспилотних летелица "Орион".

## Развијене верзије
- Орион (оригинална варијанта за руску војску)
- Орион-Э (извозна верзија)